# Рунг, Марион
Марио́н Э́ви Ру́нг (в настоящее время фамилия Мунк фин. Marion Evi Munck; 7 декабря 1945, Хельсинки, Финляндия) — финская поп-певица. Представляла Финляндию на конкурсе песни «Евровидение» в 1962 и 1973 годах, победительница конкурса песни Интервидения в 1980 году.

## Биография
Родилась в семье русско-еврейского происхождения. Её мать Роза Рунг (ум. 2012 г.) была известной в Финляндии эстрадной певицей в 1940-50-х годах.
Начала карьеру в 1961 году. Наиболее известными песнями в её исполнении стали «Tipi-tii», «El bimbo» and «Eviva Espanja». В 1970 году становится хорошо известна в Германии.
В 1980-м году побеждает на Международном фестивале песни в Сопоте (песня «Where Is The Love (Hyvästi yö)». По признанию певицы, эта победа дала толчок её карьере.

## Дискография
Альбомы:
- Marion on onnellinen (1969)
- Shalom (1972)
- Tom tom tom (1973)
- Lauluja Sinusta (1974)
- El Bimbo (1975)
- Baby face (1976)
- Marion 77 (1977)
- Rakkaus on hellyyttä (1977)
- Love is… (1978)
- Por favor (1978)
- Onni on kun rakastaa (1979)
- Moni-ilmeinen Marion (1980)
- Rakkaimmat lauluni (1982)
- Elän kauttasi (1983)
- Nainen (1984)
- Marion 88 (1988)
- Marionkonsertti (1989)
- Nuo silmät (1994)
- Hän lähtee tanssiin (1995)
- Yön tähdet (1997)
- Sadetanssi (2000)
- Leidit levyllä (2000)